# Syndicat des manageurs publics de santé
Pour les articles homonymes, voir SMPS.
 (octobre 2014).
 (novembre 2024).
Le Syndicat des manageurs publics de santé (SMPS) est un syndicat représentant l'ensemble des métiers de la ligne managériale de la fonction publique hospitalière française, c'est-à-dire les directeurs, les ingénieurs, les attachés d'administration hospitalière (AAH), les cadres de santé, les sages-femmes coordinateurs et les manageurs médicaux.

## Description
Le SMPS est un syndicat représentatif de la fonction publique hospitalière. Il siège au conseil commun de la fonction publique au conseil supérieur de la fonction publique hospitalière  ainsi que dans l'ensemble des instances représentatives des corps à gestion nationale au Centre national de gestion (CNG).
Depuis février 2014, il est affilié par convention à l'UNSA Santé-Sociaux.

## Historique
Syndicat historique des directeurs d'hôpital, le SMPS a accompagné l'essor de ce corps vers la haute fonction publique depuis sa création en 1947 sous le nom de Syndicat National des Cadres Hospitaliers (SNCH). 
Sa représentation s'est progressivement élargie aux trois corps de direction de la fonction publique hospitalière (Directeurs d'hôpital, Directeurs d'établissements sanitaire, social et médico-social et Directeurs des soins) ainsi qu'aux corps d'encadrement et d'ingénierie (cadres soignants, administratifs et techniques) et aux corps des manageurs médicaux (sages-femmes coordonnateurs, chefs de service, Présidents et Vice-présidents de CME)[réf. nécessaire]

## Organisation
Son organisation repose un bureau national et un président élus par les adhérents du syndicat. 
Depuis le 6 novembre 2020, le président du SMPS est Jérôme GOEMINNE, Directeur du Grand Hôpital de l'Est Francilien (GHEF) et réélu en novembre 2023 à la tête du syndicat. Les élus de ce syndicat ont la spécificité à la fois d'assurer des missions syndicales de représentation dans les négociations auprès des pouvoirs publics et dans les instances représentatives de la fonction publique et d'être des professionnels en exercice dans des établissements de santé ou dans la fonction publique.[réf. nécessaire]

## Missions
Le magazine d'information en santé Hospimedia évoque les objectifs et les missions du SMPS : « Qualité des soins, responsabilisation et promotion de la fonction de cadre dans le service public, tels sont ses objectifs. Les missions envers ses adhérents sont nombreuses. Le syndicat veille à leurs intérêts, leur apporte des conseils, assure leur défense. Le SMPS représente ses adhérents dans les comités techniques d'établissements, les commissions administratives paritaires et les conseils de discipline. Une cellule juridique hospitalière leur est également ouverte ».
Le SMPS porte l’idée que toute réforme du système de santé et médico-social doit répondre à trois  principes : autonomie, souplesse et subsidiarité . Les acteurs de terrain, en particulier les directeurs et cadres, sont un moteur essentiel du système et de sa modernisation. Ce sont eux qui connaissent les territoires de santé, les établissements et leurs problématiques. Une réforme réussie ne peut se faire qu’avec leur concours actif dans sa mise en œuvre et qu’avec leurs retours d’expérience, en permettant une adaptation aux contextes locaux.[réf. nécessaire]

## Positions syndicales
Le SMPS joue un rôle actif dans les négociations avec les pouvoirs publics[réf. nécessaire] visant à améliorer la reconnaissance des responsabilités et les conditions de travail de l'ensemble des manageurs des établissements publics hospitaliers, sanitaire, sociaux et médico-sociaux. 
En parallèle, il participe aux travaux de réformes du système de santé et de sa gouvernance.
En termes statutaires le SMPS défend:
- Un alignement statutaire de l'ensemble des corps de direction de la Fonction publique hospitalière, Directeur d'hôpital, D3S et Directeurs des soins
- La transposition à l'ensemble des corps de direction de la réforme de la haute fonction publique en vigueur au sein de la Fonction publique d'Etat
- L'alignement du corps des AAH sur celui des Attachés de l'Etat
- L'alignement du corps des Ingénieurs hospitaliers sur leurs homologues de l'Etat et de la territoriale
- La revalorisation des corps des Cadres de santé, Cadres supérieurs de santé et Cadres socio-éducatifs, notamment par leur intégration au sein du RIFSEEP
- L'amélioration générale des conditions d'exercice des manageurs hospitaliers, afin de garantir l'attractivité de ces métiers et la fidélisation des professionnels
- Le renforcement de l'égalité professionnelle pour les métiers de manageurs de la FPH, notamment par un meilleur accès des femmes aux emplois à responsabilité mais aussi par une plus grande prise en compte des enjeux de parentalité et une lutte plus efficace contre les VSS.